# James South
James South, född i oktober 1785, död den 19 oktober 1867, var en brittisk astronom.
South och John Herschel publicerade en katalog över 380 binära stjärnor 1824, av vilka många hade upptäckts av William Herschel. Under de följande åren lyckades han observera ytterligare 458 binära stjärnor. År 1821 blev South Fellow of the Royal Society och 1822 Fellow of the Royal Society of Edinburgh. Han tilldelades Lalandepriset 1825, Copleymedaljen 1826 och Royal Astronomical Societys guldmedalj samma år. Han adlades 1831. Tack vare en petition som undertecknats av South blev Astronomical Society of London Royal Astronomical Society samma år. Kratrar på Mars och månen har uppkallats efter honom.